# Colchicum variegatum
Colchicum variegatum är en tidlöseväxtart som beskrevs av Carl von Linné. Colchicum variegatum ingår i släktet tidlösor, och familjen tidlöseväxter. Inga underarter finns listade i Catalogue of Life.
Artens utbredningsområde anges som sydöstra Grekland och södra Turkiet.

## Bilder

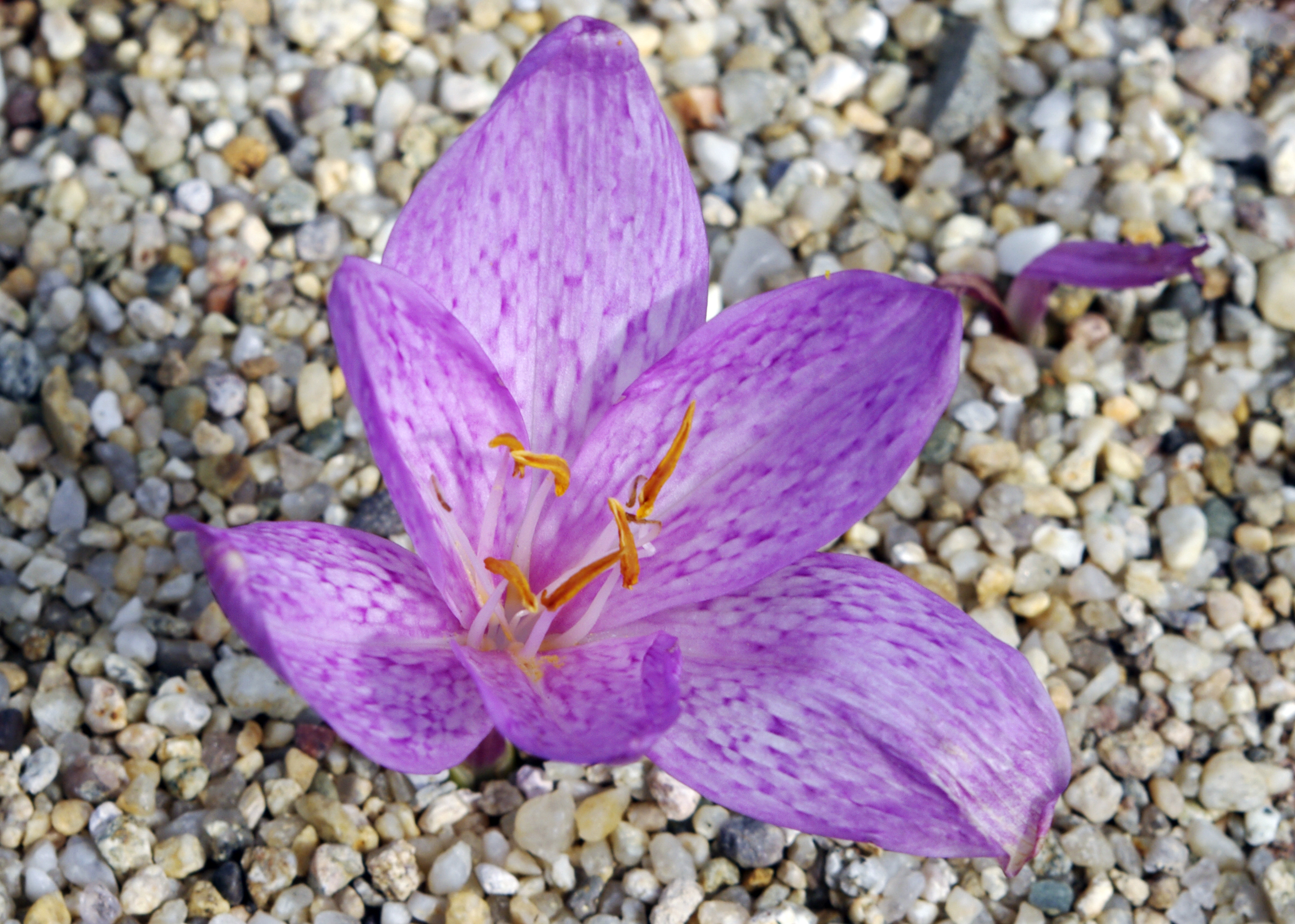
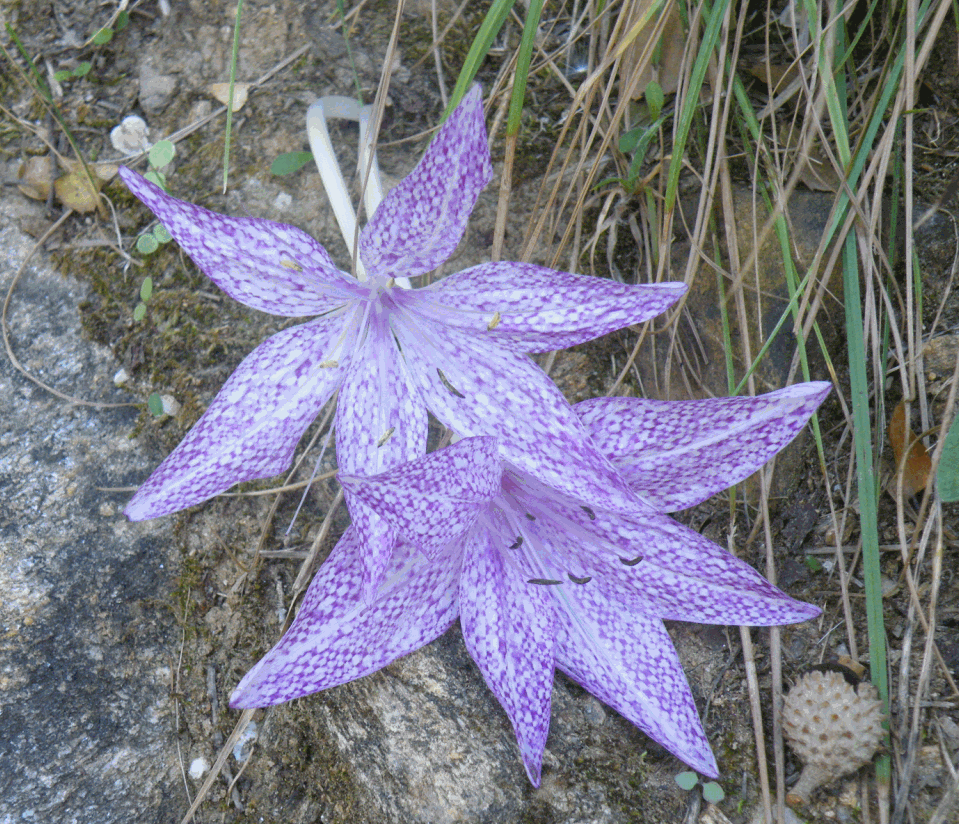